# Maryna Paliienko
Maryna Hennadiivna Paliienko (em ucraniano:  Марина Геннадіївна Палієнко; nascida em 27 de janeiro de 1968 em Kiev) é uma historiadora ucraniana contemporânea no campo dos estudos arquivísticos. Desde 2017, ela é presidente do Departamento de Estudos de Arquivo e Campos Especiais de Ciências Históricas da Faculdade de História da Universidade de Kiev. Desde 2020, ela é a editora-chefe do Arquivos Ucranianos, um jornal ucraniano líder em estudos de arquivos.

## Carreira científica
Paliienko pesquisou estudos ucranianos em vários países, incluindo Reino Unido, França, República Tcheca, Rússia, Áustria, Polónia e Alemanha.
Ela é membro do Instituto Internacional de Arquivologia (Trieste e Maribor), bem como de vários conselhos académicos da Universidade Nacional Taras Shevchenko de Kiev, Biblioteca Nacional Vernadsky da Ucrânia, Serviço de Arquivo do Estado da Ucrânia, Arquivos do Estado Central da Ucrainica de Arquivos Estrangeiros e a biblioteca Symon Petliura em Paris.
Desde 2020, ela é a editora-chefe do Arquivos Ucranianos, um jornal ucraniano líder em estudos de arquivos.
Paliienko é autora de quase 200 trabalhos científicos. Em 2006, o seu livro sobre a crónica Kievskaya starina foi reconhecido como um dos melhores livros do ano no campo da história pelo prémio nacional ucraniano Livro do Ano.